# Dolina kitova
Dolina kitova (arapski: وادي الحيتان‎, Wadi Al-Hitan) je paleontološki lokalitet u guvernatu Al Fayum u Egiptu, oko 150 km jugozapadno od Kaira. Upisan je 2005. godine UNESCO-ov popis mjesta svjetske baštine u Africi zbog stotina fosila nekih od najstarijih oblika kitova poput obitelji archaeoceti (u koje spada i Basilosaurus), danas izumrla podvrsta.
Ovaj lokalitet je pružio dokaze za objašnjenje jedne od najvećih misterija u evoluciji kitova od kopnenih u oceanske životinje. Niti jedno mjesto na svijetu nema ovoliki broj, koncentraciju i kvalitetu ovakvih fosila, smještenih u pristupačan i zaštićen krajolik.
Prvi fosili su pronađeni u zimu s 1902. – 03. godine, ali su sljedećih 80 godina privlačili malo pažnje jer je dolina jako nepristupačna. Nakon što su 1980-ih lovci na fosile sa svojim vozilima s pogonom na četiri kotača počeli odstranjivati mnoge kosti, država je zaštitila ovaj lokalitet.
Najčešći fosili su čitavi skeleti kitova koji sliče modernima s pokojom razlikom u primitivnim lubanjama i građi zuba. Najveći je dug 21 metar i ima razvijene plivaće kožice između prstiju na prednjim udovima i ostatke stražnjih udova, zajedno sa stopalima i prstima. Tijela su im bila zmijolika i bili su mesožderi. Kvaliteta pronađenih fosila je izvanredna, te je u nekima čak sačuvan sadržaj njihovih stomaka. Prisustvo drugih fosila morskih pasa, krokodila, sabljarki, kornjača i raža je omogućilo rekonstrukciju okoliša i ekoloških uvjeta vremena u kojem su živjeli. Zapravo, Dolina kitova pruža dokaze o milijunima godina (prije oko 30. – 40. milijuna godina) obalnog morskog života nestalog mora Tetis, u krajoliku koji je danas najsušiji na svijetu - Sahari.
Danas je većina skeleta plitko zakopana u sedimentima koje erozija polako, prirodno, otkopava.

## Vanjske poveznice
- Wadi Al-Hitan na Google Earth. Ogle Earth. 13. svibnja 2007.
- Fotografije Doline kitova na Flickr. Stefan Geens. 13. svibnja 2007.